# Richard S. Castellano
Richard Salvatore Castellano (født 4. september 1933, død 10. december 1988) var en amerikansk skuespiller, der bedst huskes for sin Oscar-nominerede rolle i Ægteskab og sådan noget og sin efterfølgende rolle som Peter Clemenza i The Godfather.

## Filmografi
| År   | Titel                         | Rolle                            | Noter              |
| ---- | ----------------------------- | -------------------------------- | ------------------ |
| 1963 | Love with the Proper Stranger | Extra                            | Ukrediteret        |
| 1965 | Three Rooms in Manhattan      | Angry American                   | Ukrediteret        |
| 1966 | A Fine Madness                | Arnold                           |                    |
| 1968 | A Lovely Way to Die           | The Bartender                    | Ukrediteret        |
| 1970 | Lovers and Other Strangers    | Frank Vecchio                    |                    |
| 1972 | The Godfather                 | Peter "Fat" Clemenza             |                    |
| 1973 | Honor Thy Father              | Frank Labruzzo                   |                    |
| 1973 | Incident on a Dark Street     | Frank Romeo                      |                    |
| 1980 | Night of the Juggler          | Lieutenant Tonelli               |                    |
| 1981 | The Gangster Chronicles       | Giuseppe "Joe The Boss" Masseria |                    |
| 1982 | Dear Mr. Wonderful            | FBI Agent                        | (sidste filmrolle) |